# Nola rubiginealis
Nola rubiginealis är en fjärilsart som beskrevs av De Toulgoët 1961. Nola rubiginealis ingår i släktet Nola och familjen trågspinnare. Inga underarter finns listade i Catalogue of Life.